# Microsoft Gaming
Microsoft Gaming — транснациональное видеоигровое и развлекательное дочернее подразделение корпорации Microsoft. Компания производит игровые консоли, а также занимается разработкой, изданием, продвижением компьютерных игр и связанных с ними продуктов. Подразделение состоит из трех дочерних компаний, которые публикуют игры под своими собственными брендами: Xbox Game Studios, ZeniMax Media (издателем выступает Bethesda) и Activision Blizzard (издателями выступают Activision, Blizzard Entertainment и King). Это третья по величине игровая компания в мире по размеру выручки и крупнейший работодатель в области видеоигр в США.
Интеллектуальная собственность, принадлежащая компании, включает в себя некоторые из самых популярных и продаваемых игровых франшиз всех времен, таких как: Call of Duty, Minecraft, Halo, Warcraft, Diablo, StarCraft, Overwatch, The Elder Scrolls, Fallout, Crash Bandicoot, Spyro, Doom, Wolfenstein, Quake, Dishonored, Hellblade, Fable, Gears of War, Forza, Guitar Hero, Tony Hawk's, Microsoft Flight Simulator, Banjo-Kazooie, Age of Empires и Candy Crush Saga.

## История
21 сентября 2020 года Microsoft объявила о покупке ZeniMax Media вместе со всеми её активами — включая издательство Bethesda Softworks. Сумма сделки составила 7,5 млрд долларов США.
18 января 2022 года Microsoft объявила о планах покупки Activision Blizzard за 68,7 млрд долларов и сообщила, что «как можно больше игр» этой студии войдут в каталог Xbox Game Pass в тот момент, когда сделка будет завершена. С этим объявлением Microsoft также заявила о серьезных изменениях в своей корпоративной структуре: Фил Спенсер стал генеральным директором нового подразделения Microsoft Gaming, а Мэтт Бути возглавил Xbox Game Studios под его началом. После одобрения сделки, Activision Blizzard станет подразделением Microsoft Gaming.
13 октября 2023 года компания Activision Blizzard была приобретена за 68.7 миллиардов долларов.

## Структура компании

### Дочерние компании и студии
Microsoft владеет более 40 игровыми студиями. Хотя большая часть игровой деятельности Microsoft сосредоточена в США, компания также основала и приобрела студии в различных странах, таких как Великобритания, Канада, Швеция, Франция, Испания, Мексика, Германия, Польша, Китай, Япония, Ирландия, Мальта и Австралия. Только в Великобритании Microsoft Gaming владеет четырьмя студиями разработки, в которых работает более 1000 человек.
| Microsoft Gaming | Microsoft Gaming | Microsoft Gaming |
| Xbox Game Studios | ZeniMax Media | Activision Blizzard |
| --- | --- | --- |
| - 343 Industries - Compulsion Games - Double Fine Productions - inXile Entertainment - Mojang Studios - Ninja Theory - Obsidian Entertainment - Playground Games - Rare - The Coalition - The Initiative - Turn 10 Studios - Undead Labs - World's Edge - Xbox Game Studios Publishing | - Arkane Studios - Bethesda Softworks - Bethesda Game Studios - id Software - MachineGames - ZeniMax Online Studios | - Activision - Blizzard Entertainment - Major League Gaming - King - Activision Blizzard Studios - Activision Blizzard Consumer Products Group |

### Ключевые фигуры

#### Нынешнее руководство Microsoft Gaming
| Должность                                             | Имя                | Примечания |
| ----------------------------------------------------- | ------------------ | --- |
| Генеральный директор                                  | Фил Спенсер        | N/A |
| Глава Xbox                                            | Сара Бонд          | Директор всех операций, связанных с брендом Xbox. |
| Главный операционный директор                         | Дэйв Маккарти      | Руководил интеграцией Activision Blizzard с Microsoft Gaming.                                                                                           |
| Главный финансовый директор                           | Тим Стюарт         | Отвечает за все проекты в рамках Xbox, ZeniMax Media и Activision Blizzard, а также за их финансы, включая сетевые службы Xbox.                         |
| Корпоративный вице-президент и директор по маркетингу | Джеррет Уэст       | Руководство командой операционного маркетинга Xbox и ZeniMax Media, а также контроль над распространением оборудования и программного обеспечения Xbox. |
| Президент игрового контента и студий                  | Мэтт Бути          | Отвечает за контроль над играми Xbox Game Studios, ZeniMax Media и Activision Blizzard по всему миру.                                                   |
| Глава Xbox Game Studios                               | Крейг Дункан       | Главный исполнительный директор Xbox Game Studios. |
| Генеральный директор ZeniMax Media                    | Джеймс Л. Ледер    | Главный исполнительный директор ZeniMax Media. |
| Вице-председатель Activision Blizzard                 | Томас Типпл        | Главный исполнительный директор Activision Blizzard. |
| Президент Activision                                  | Роб Костич         | Главный исполнительный директор Activision. |
| Президент Blizzard Entertainment                      | Джоанна Фарис      | Главный исполнительный директор Blizzard Entertainment.                                                                                                 |
| Президент King                                        | Тьодольф Сомместад | Главный исполнительный директор King. |

#### Генеральный директор Microsoft Gaming
- Фил Спенсер (с 2022)[27]

#### Главы Xbox
- Робби Бах (2000—2010)[28][29]
- Питер Мур (2003—2007)[30]
- Дон Метрик (2007—2013)[31]
- Фил Спенсер (2014—2023)[32]
- Сара Бонд (с 2023)[19]

#### Президент игрового контента и студий
- Мэтт Бути (с 2023)

#### Главы Xbox Game Studios
- Фил Спенсер (2014—2018)[32]
- Мэтт Бути (2018—2023)
- Алан Хартман (2023—2024)[23]
- Крейг Дункан (c 2024)[33]

#### Генеральные директора ZeniMax
- Роберт Альтман (1999—2021)[34][35]
- Джеймс Л. Ледер (с 2021)

#### Генеральные директора Activision Blizzard
- Бобби Котик (2008—2023)
- Томас Типпл (c 2023) (временно исполняющий обязанности руководителя)[24]